# Belgian Open 1992
Il Belgian Open 1992  è stato un torneo di tennis giocato sulla terra rossa. È stata la 4ª edizione del torneo, che fa parte della categoria Tier V nell'ambito del WTA Tour 1992. Si è giocato ad Waregem in Belgio, dal 4 al 10 maggio 1992.

## Campionesse

### Singolare
Wiltrud Probst ha battuto in finale  Meike Babel con il punteggio di 6–2, 6–3

### Doppio
Manon Bollegraf /  Caroline Vis hanno battuto in finale  Elena Brjuchovec /  Petra Langrová con il punteggio di 6–4, 6–3